# بیل بروفورد
بیل بروفورد (انگلیسی: William Scott "Bill" Bruford؛ زادهٔ ۱۷ مهٔ ۱۹۴۹) یک موسیقی‌دان اهل انگلستان است. وی بین سال‌های ۱۹۶۸ تا ۲۰۰۹ میلادی فعالیت می‌کرد.